# Nee (single van Perfume)
Nee is de zeventiende single van de Japanse groep Perfume en afkomstig van hun derde studioalbum, JPN (2011).
De single verscheen op 10 november 2010 en werd geschreven en gecomponeerd door Yasutaka Nakata. Op de B-kant staat het nummer Fake It.

## Nummers
| Nr. | Titel                  | Duur |
| --- | ---------------------- | ---- |
| 1.  | Nee                    | 4:27 |
| 2.  | Fake It                | 4:11 |
| 3.  | Nee (instrumental)     | 4:27 |
| 4.  | Fake It (instrumental) | 4:11 |

## Artiesten en medewerkers
- Ayano Ōmoto (Nochi) - zang
- Yuka Kashino (Kashiyuka) - zang
- Ayaka Nishiwaki (A~chan) - zang
- Yasutaka Nakata - compositie en productie
- Yuichi Kodama - videoregie